# Saint-Pierre, Réunion

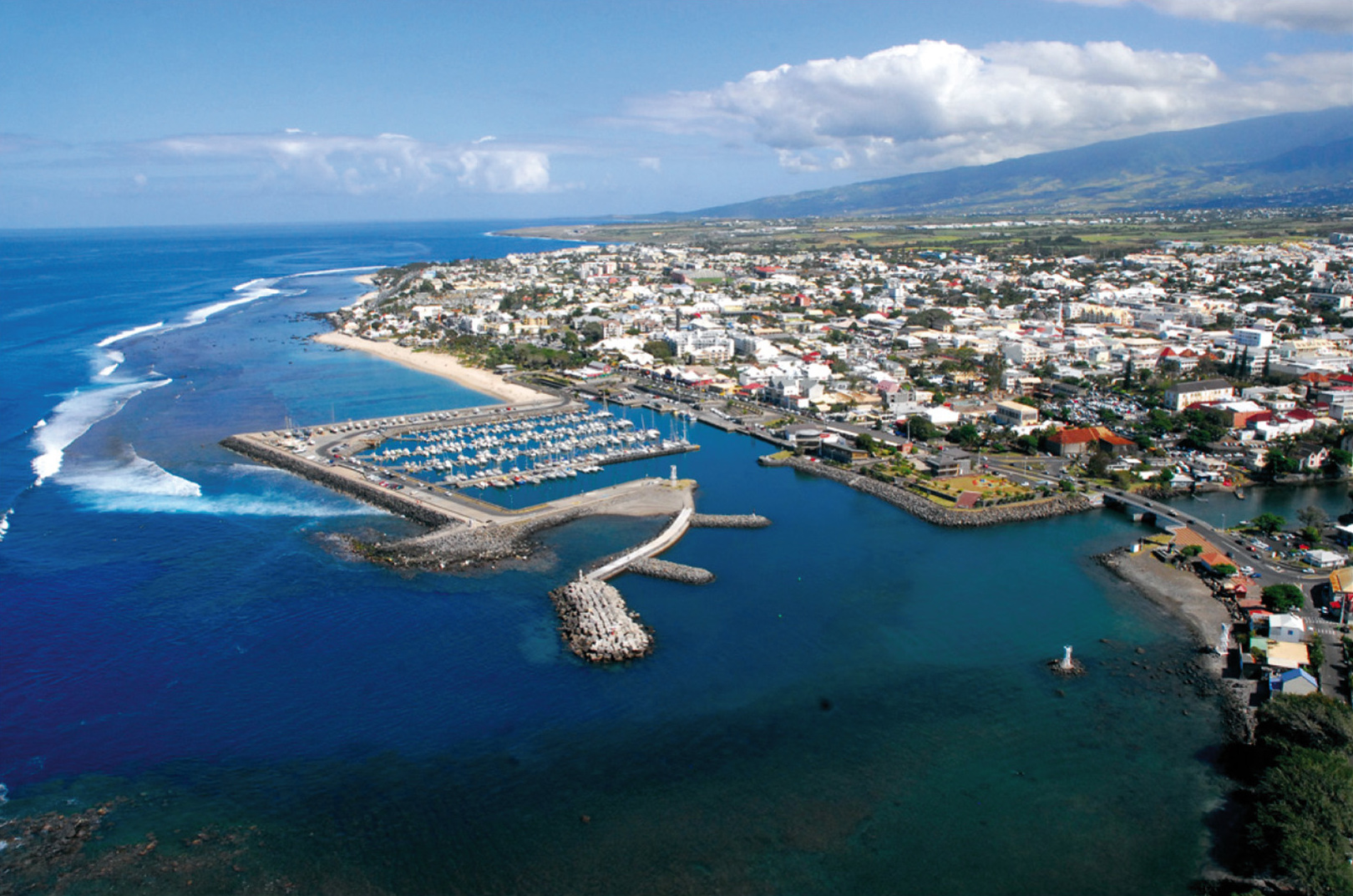
Utsikt över Saint-Pierre och hamnen.

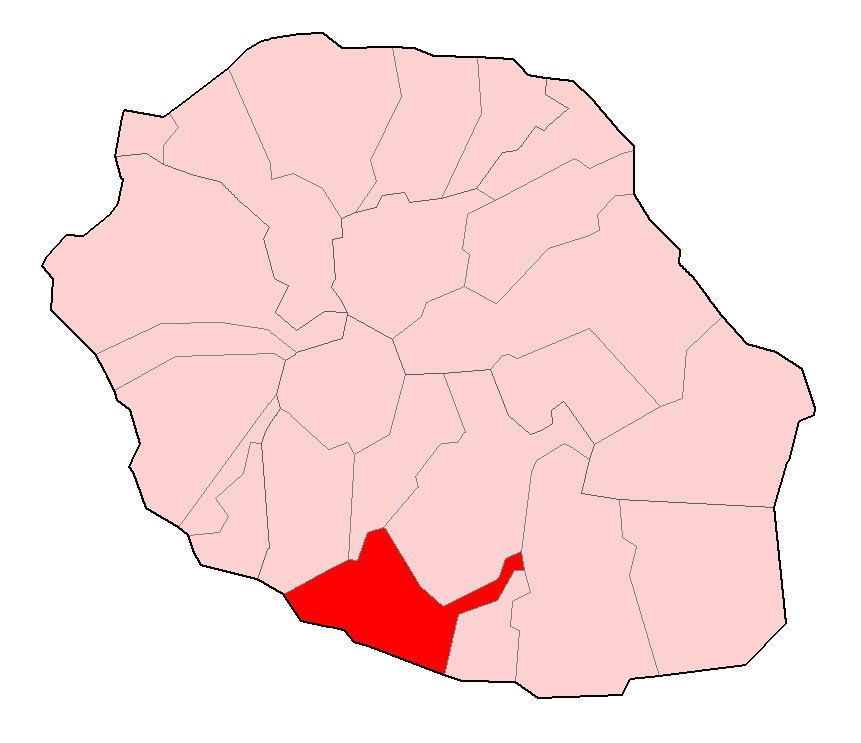
Saint-Pierres läge på Réunion.

Saint-Pierre är en stad på den franska ön Réunion med omkring 69 000 invånare. Orten ligger på öns sydvästra del. Efter 30 års byggarbeten invigdes 1882 Saint-Pierres hamn. Prefekten för Franska sydterritorierna har sitt säte i staden.